# Lisa: The Painful
Lisa: The Painful RPG es un videojuego de rol postapocalíptico desarrollado y publicado por el estudio independiente estadounidense Dingaling Productions. El juego fue escrito, diseñado y compuesto por Austin Jorgensen, y se lanzó para Microsoft Windows, macOS y Linux el 15 de diciembre de 2014.
En Lisa, el jugador controla a Brad Armstrong, un hombre de mediana edad con un pasado problemático, en un viaje a través del páramo de Olathe en busca de Buddy, su hija adoptiva. En el camino, se ve obligado a tomar decisiones que afectan permanentemente tanto el bienestar de él mismo como el de los miembros de su equipo.
El juego recibió críticas en su mayoría positivas, con elogios por su banda sonora y escritura de humor negro.

## Jugabilidad
Lisa presenta un combate por turnos al modo tradicional de los juegos de rol en un mundo bidimensional de desplazamiento lateral. Brad y ciertos miembros del grupo son adictos a una droga llamada Joy que puede aumentar su poder drásticamente, pero les da serios rebotes cuando no la usan. El supramundo presenta una variedad de asentamientos con tiendas y bares, donde a menudo se pueden encontrar miembros potenciales del grupo. Hay treinta acompañantes posibles, pero todos, exceptuando a Brad, son susceptibles a morir a través de eventos programados como la ruleta rusa o contra ciertos enemigos, que ocasionalmente usarán movimientos de muerte permanente.
En la batalla, Brad y algunos de sus compañeros pueden usar ataques combinados usando el sistema "Dial Combo", lo que permite al jugador presionar una secuencia de teclas para usar ataques poderosos como bolas de fuego. Otros miembros del grupo usan una variedad de técnicas tanto para el ataque como para la defensa, y aplican efectos de estado como veneno o parálisis. Cada miembro del grupo tiene un estilo de juego diferente; por ejemplo, Ajeet, el cruzado anti-Joy, tiene como ataques estándares a varios Pokes que no hacen daño pero proporcionan efectos de estado garantizados al enemigo y, como tal, su único método de daño directo es a través de sus movimientos especiales.
A lo largo del juego, Brad se ve obligado a tomar decisiones que afectan la mecánica central del juego. Dependiendo de las elecciones del jugador, Brad puede perder uno o ambos brazos, o algunos de los miembros de su grupo. La pérdida de los brazos de Brad reduce drásticamente sus estadísticas y aumenta la frecuencia de los efectos de rebote de la droga. Sin brazos, Brad no puede usar su "Estilo Armstrong" en absoluto y solo puede morder a los oponentes (aunque aún se pueden seleccionar ciertas habilidades).

## Trama
Al principio del juego, el jugador controla a un niño llamado Bradley Armstrong. La partida de su madre hace que Bradley y su hermana menor, Lisa, sean abusados y descuidados por su padre, Marty Armstrong. Después de un evento cataclísmico imprevisible conocido como "El Flash", Brad, ahora un hombre de mediana edad que vive con sus amigos en un mundo postapocalíptico desprovisto de mujeres (y por lo tanto, de formas en que la humanidad se reproduzca), encuentra a una bebé abandonada en el páramo. Los amigos de Brad le suplican que le entregue la niña a Rando, un famoso señor de la guerra al mando de un vasto ejército de soldados, pero Brad se niega y, en cambio, cría en secreto a la joven a la que apoda "Buddy". Eventualmete, encuentran y secuestran a Buddy, lo que lleva a Brad a embarcarse a través de Olathe para rescatarla.
Durante su misión para encontrar a Buddy, Brad conoce a muchos personajes diferentes, algunos de los cuales pueden ser reclutados por el jugador como miembros del grupo para usarlos en combate. A lo largo del juego, hay escenas de analepsis de Olathe antes del apocalipsis, aclarando información sobre los primeros años de Brad, incluida su educación junto a su hermana menor Lisa y su relación con su padre abusivo Marty. Brad también se encuentra repetidamente con un hombre llamado Buzzo, quien lo obliga a tomar decisiones serias que a menudo tienen profundas consecuencias en la historia o el juego. Buzzo también está esparciendo una droga adictiva llamada Joy por el páramo.
Brad y Buddy se reencuentran más tarde, y Brad se da cuenta de que Buddy se fue por su cuenta debido a la actitud controladora de Brad. Brad aun así, decide llevar a Buddy de regreso a su casa, pero Buzzo y su pandilla lo acorralan, quienes lo noquean y lo drogan con Joy a la fuerza frente a su hija. Brad pierde el conocimiento como resultado de la droga, y cuando se despierta descubre que su equipo, Buzzo y Buddy se han ido. A pesar de darse cuenta de la aversión que le tiene Buddy hacia él, Brad sigue adelante, y su trauma pasado lo hace temer desesperadamente que Buddy sufra algún daño. Después de escuchar que Buddy robó un bote y probablemente se hizo a la mar, Brad se hace uno y, mientras los miembros de su equipo duermen, embarca solo. Brad encuentra a Buddy en una isla desolada, siendo atendida por su padre, Marty, a quien Brad mata rápidamente en una ira alimentada por Joy. Cuando Buddy escapa una vez más, la sigue usando un cadáver como tabla de natación.
Cuando llega a tierra, Brad encuentra a Rando, quien encontró a Buddy y la tomó bajo el cuidado de él y sus fuerzas. Inesperadamente, los miembros del grupo de Brad llegan y tratan de convencerlo de que se detenga y deje que Rando se encargue de Buddy. Al ver esto como una especie de agresión y oposición, Brad mata a los miembros de su equipo. A pesar de la gran desventaja, Brad masacra a las fuerzas de Rando y luego al mismo Rando. Brad finalmente llega a Buddy, y ella lo culpa por arruinar sus posibilidades de libertad junto a Rando. Luego, el juego permite brevemente al jugador controlar a Buddy en lugar de a Brad, como si se tratase de un cambio de punto de vista en una novela. Cuando Brad muere, él le pregunta si hizo lo correcto y el jugador elige si Buddy lo abraza o no como respuesta (una elección que no tiene impacto en el juego o la historia). Brad luego se cae, aparentemente muerto. Después de los créditos, se revela que Brad se ha transformado en un mutante del Joy. El final que recibe el jugador depende de si eligió jugar en el Modo Dolor o usar la droga Joy.
El capítulo de contenido descargable del juego, Lisa: The Joyful, tiene lugar inmediatamente después del final del primer juego. Se revela que Rando no murió en su batalla con Brad. Él acompaña a Buddy mientras ella intenta convertirse en la persona más poderosa de Olathe matando a los señores de la guerra que gobiernan el páramo, a pesar de que Rando no este de acuerdo con esto. Tras el secuestro de Buddy por socios de Rando junto con la matanza de una aldea pacifista causada por Buddy, Rando deja a Buddy, debido a su aborrecimiento por la violencia insensata que ella busca desatar sobre Olathe. Posteriormente, Rando es capturado por un hombre llamado Bolo Bugaughtiichi, quien lo utiliza como cebo en un intento fallido para capturar y violar a Buddy. Independientemente de la elección del jugador, Bolo no tiene éxito y es asesinado: ya sea por Buddy o por una criatura mutada apodada "Sweetheart". Rando queda malherido tras caer de una trampa y Buddy lo mata después.
Posteriormente, aparecen diversas alucinaciones, implícitas como efecto de rebote de la droga Joy tomando la forma de Brad, el protagonista de "The Painful" y Rando.
Después de derrotar a todos los señores de la guerra del juego, Buddy se enfrenta a un hombre llamado Dr. Yado, un profesor que toca la trompeta y que es visto en lugares secretos como un huevo de Pascua en Lisa: The Painful. Él es el verdadero padre de Buddy, un científico loco que creó la droga Joy y probablemente causó El Flash. Usó a Buzzo para difundir la droga a través de Olathe en un intento de destruir la civilización que sobrevivió a El Flash, con el objetivo final de que él pudiera gobernar el mundo. La última parte de su plan ahora es asesinar a su hija, la única lo suficientemente fuerte como para derribarlo. Sin embargo, Yado no puede hacer esto, y mientras habla con Buddy después de su derrota, de repente es traicionado y asesinado por Buzzo, quien renunció a sus acciones malvadas.
Buzzo explica que anteriormente era el amante de Lisa y culpó a Brad por no haber evitado el abuso de su padre, lo que finalmente llevó al suicidio de Lisa. Esto es lo que le atormentaba a Brad durante el primer juego. Luego él muta debido a su uso secreto de Joy, aunque se suicida mordiendo su propio cuello. Luego, el jugador debe tomar una decisión final. El uso copioso de Joy por parte de Buddy a lo largo del juego significa que se convertirá en una mutación. Buddy puede optar por tomar o rechazar una vacuna que el Dr. Yado tenía en su poder, lo que detiene los efectos mutagénicos de la droga. Cualquiera de las opciones finaliza el juego con una escena que cambia según lo que se haya seleccionado.

## Desarrollo
Antes de crear el juego Lisa de 2014, Dingaling había creado otro juego homónimo que se lanzó como software gratuito el 9 de octubre de 2012. Esta obra de 2012 es la precuela del de 2014 y está protagonizado por Lisa. 
Tras el lanzamiento del juego de 2014, ambos juegos recibieron nombres alternativos, Lisa: The First y Lisa: The Painful respectivamente, para distinguirlos. Según el desarrollador Austin Jorgensen, la Lisa original se inspiró en una relación anterior suya.
El primer juego de Lisa difiere significativamente de Lisa: The Painful, con un énfasis mucho mayor en la exploración y con un centro de atención en la relación entre Lisa y su padre Marty. Lisa: The First ha sido descrito por su creador como un "clon de Yume Nikki", ya que toma prestada una gran influencia de Yume Nikki en su estructura.
Lisa: The Painful fue financiado a través de Kickstarter con una meta de $7 000. La campaña se lanzó el 14 de noviembre de 2013 y recaudó $16 492 de 847 personas, alcanzando sus dos metas. Dingaling también desarrolló la expansión de la secuela, Lisa: The Joyful, que presenta a Buddy como su protagonista.
Dingaling ha citado a EarthBound como su principal fuente de inspiración al trabajar con Lisa, basándose tanto en su estilo artístico como en el uso del alivio cómico en un entorno serio.

## Recepción
Lisa recibió críticas en su mayoría positivas de los críticos. Se elogió específicamente la banda sonora del juego;  Annie Gallagher, en su review para el sitio web Guardian Acorn escribió: "[...] el juego también cuenta con una banda sonora única y ecléctica". Dicha banda sonora se lanzó a modo de contenido descargable de pago en Steam, junto con una colección de arte con perfiles de personajes y dibujos conceptuales creados por Chase Anast, el mismo hombre responsable del proyecto Mother 4.
Lisa ha recibido un puñado de fangames notables, entre los que destaca LISA: The Pointless de Edvinas Kandrotas, y LISA: The Hopeful de un desarrollador bajo el alias Taco Salad con la ayuda de otros miembros de la comunidad. El desarrollador Austin Jorgensen afirma que Pointless and Hopeful (así como todos los demás esfuerzos hechos por fanáticos) son canónicos.